# Michaelina Woutiers

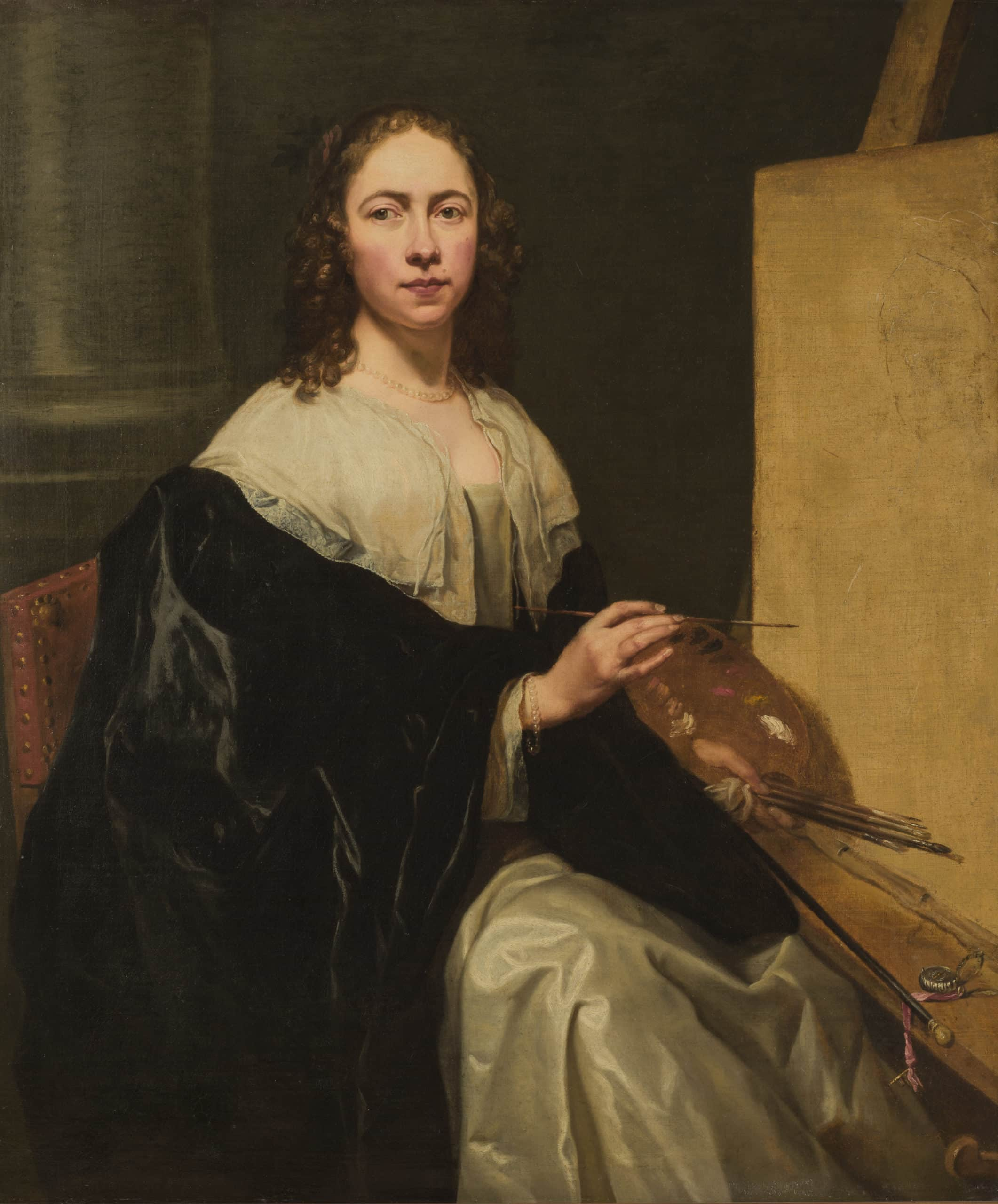
Selbstporträt (um 1649)

Michaelina Woutiers (* um 1620; † nach 1682, Namensvarianten: Michelina, Magdalena, Wouters, Wauters) war eine niederländische Barock-Malerin. Ihr Gesamtwerk umfasst Werke der verschiedensten Gattungen wie Historienmalerei, Blumenstück, Porträt, Altarbild und Genremalerei.

## Leben
Sie kam aus Bergen in Hennegau, allerdings ist nicht sicher, ob sie auch dort geboren ist. In der Zeit um 1640 bis etwa 1660 arbeitete sie in Brüssel. Wahrscheinlich hatte sie einen Bruder namens Charles Woutiers, der in Italien studiert hat und 1651 der Lukasgilde von Brüssel beitrat.
Michaelina Woutiers genoss zu ihrer Zeit hohes Ansehen unter dem Schutz von Erzherzog Leopold Wilhelm von Österreich, dem Statthalter der spanischen Niederlande. Er wirkte als Kunstmäzen und kaufte während seiner Amtszeit (1647–1656) alle wichtigen Werke von Malern wie beispielsweise Peter Paul Rubens. Er förderte Michaelina Woutiers und hatte bis 1659 vier ihrer Bilder erworben.
Darunter waren ein Bildnis des heiligen Joachim und ein Bildnis des heiligen Josef, die als Original von Jungfraw Magdalena Woutiers von Mons oder Berghen, Henegaw i Niderlandt beschrieben wurden, eine Prozession und ein Bacchusgemälde.
Ihr Bild des Hl. Joachim war bis in das 18. Jhdt. Teil der kaiserlichen Galerie in der Stallburg in Wien, wo es über dem Eingang zum sog. Schwarzen Kabinett hing. 1960 wurde das bereits stark beschädigte Werk konserviert und das vorher ovale Format zum Rechteck ergänzt. Es wird für die Herbstausstellung 2025 im Kunsthistorischen Museum in Wien restauriert.
Michaelina Woutiers Stil lässt vermuten, dass sie in Italien studiert hat. Sie bevorzugte große Formate.

## Werke

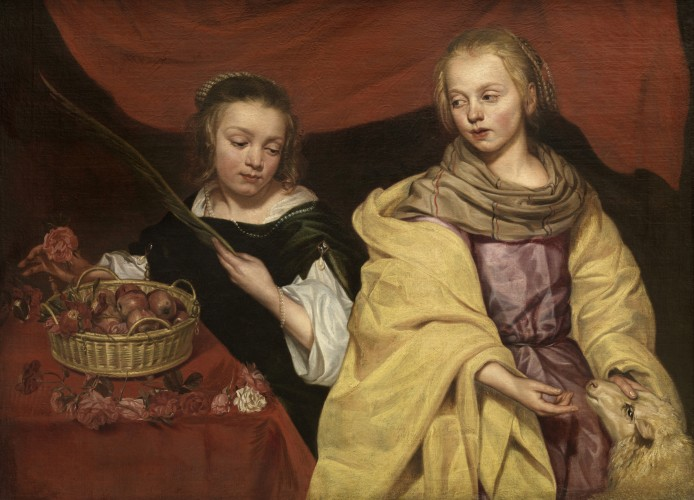
Zwei Mädchen als die Heiligen Agnes und Dorothea

- Portrait eines Mannes (1646), Öl auf Leinwand, 63 × 56,5 cm, oben rechts signiert "Michaelina Woutiers / 1646", 1812 von den Königlichen Museen der Schönen Künste, Brüssel erworben.

- Zwei Mädchen als die Heiligen Agnes und Dorothea, Königlichen Museen der Schönen Künste, Antwerpen

- Bacchanal, Öl auf Leinwand, 270 × 354 cm, Kunsthistorisches Museum Wien. Das monumentale Gemälde wurde inspiriert von den Metamorphosen des Ovid.[3] Woutiers malte dieses Meisterwerk um 1650 und porträtierte sich möglicherweise als Bacchantin, die dem Betrachter ins Gesicht schaut. Die virtuose Arbeit zeigt ihre Kenntnisse auf dem Gebiet der Anatomie[2]. Das Gemälde wurde im Inventar des Erzherzogs Leopold Wilhelm beschrieben als Original von N. Woutiers.[6]

- Die Verkündigung  (1659), Öl auf Leinwand, 200 × 134 cm, Musée Promenade Marly le Roi. Das Gemälde wurde früher dem französischen Maler Pierre Bedeau zugeschrieben. Die Übermalung wurde jedoch während der Restaurierung entfernt.[8] Michaelina Woutiers signierte und datierte es mit Michaelina Wautier fecit 1659 [1] Die dominierenden Farben sind ein auffälliges Kobaltblau sowie ein tiefes Rot. Trotz des großen Formats treten die Figuren plastisch hervor.[3]

- Hl. Anna lehrt Maria Lesen, im Hintergrund Joachim, (1656), Öl auf Leinwand, 147 × 124 cm, Kunsthandlung Hoogsteder & Hoogsteder, Den Haag Das Gemälde zeigt Maria als Kind wie sie mit ihren Eltern, Joachim und Anna lesen lernt. Das Bild ist mit dramatischen clair-obscur gemalt, das an Caravaggio denken lässt.[3]

- Hl. Joachim, in der Liste von Erzherzog Leopold Wilhelm als ‘Original von Jungfraw Magdalena Woutiers von Mons oder Berghen, Henegaw i Niderlandt’ beschrieben.[6]

- Hl. Josef (ca. 1657), Öl auf Leinwand, 76 × 66 cm, Kunsthistorisches Museum Wien. Auch dieses Gemälde war Eigentum des Erzherzogs Leopold Wilhelm. Der heilige Josef wird mit Wärme als eine beeindruckende Persönlichkeit dargestellt.[3][9]

- Blumengirlande mit Prachtlibelle, 1652, Öl auf Leinwand, 41,1 × 57,4 cm, Privatbesitz

- Blumengirlande, 1652, Öl auf Holz, 42 × 57 cm,[1][10]

- Der Flötenspieler (1650), Öl auf Leinwand, 70 × 61 cm, Standort unbekannt. Der Blockflöte spielende Junge ist Teil einer Reihe von fünf Bilder, die alle Jungen darstellen. Das Gemälde wurde 1999 in Paris versteigert.[11]